# Битка за Харков (2022)
Битка за Харков је био оружани сукоб на подручју града Харкова у Украјини, од 24. фебруара до 14. маја 2022. године, као део руске офанзиве на источну Украјину током инвазије Русије на Украјину. Харков, који се налази само 32 километра јужно од границе Русије и Украјине и град у којем се претежно говори руски, други је по величини град у Украјини и сматрао се главном метом Оружаних снага Руске Федерације у првој фази инвазије.
Битка је описана као једна од најсмртоноснијих битака у инвазији, са највише гранатирања, а саветник председника Украјине ју је описао као „Стаљинград 21. века“.